# Зионгдонг (аеропорт)
Аеропорт Фукуок (в'єт. Sân bay Phú Quôc), також відомий як аеропорт Зионгдонг (в'єт. Sân bay Dương Đông); (IATA: PQC, ICAO: VVPQ) — в'єтнамський комерційний аеропорт, розташований у місті Зионгдонг (острів Фукуок, провінція К'єнзянг).

## Загальні відомості
Аеропорт Фукуок знаходиться за 300 кілометрів від найбільшого у країні Міжнародного аеропорту Таншоннят, за 130 км від аеропорту Ратьзя, за 190 км від Міжнародного аеропорту Кантхо, за 200 км від аеропорту Камау і за 540 км від Міжнародного аеропорту Л'єнкхионг.
Основний пасажиропотік аеропорту становлять туристичні перевезення. Чотири рази на добу на літаках ATR 72 виконуються рейси у хошимінський міжнародний аеропорт Таншоннят, у святкові дні число рейсів даного напряму збільшується до 10-15 на день.
На початок XXI століття туристична індустрія острова Фукуок розвивається швидкими темпами, відповідно постійно збільшується пасажиропотік через єдиний комерційний аеропорт острова, тому владою провінції був прийнятий план з будівництва нового міжнародного аеропорту на острові Фукуок, вартість робіт за яким оцінюється у 970 млн доларів США. Інфраструктура нового аеропорту буде розміщуватися на території у 8 квадратних кілометрів. У експлуатацію планується ввести злітно-посадочну смугу розмірами 3000х50 метрів, здатну приймати пасажирські лайнери класу Airbus A320. Максимальна пропускна здатність нового аеропорту на першому етапі становитиме 7 млн пасажирів на рік.

## Історія
Аеропорт Фукуок було побудовано у 1930-х роках у період французької колонізації. Подальший розвиток йому забезпечило існування як військово-повітряної бази в ході В'єтнамської війни. Спочатку аеропорт експлуатував злітно-посадкову смугу довжиною 996 метрів.
З 1975 року, після падіння Сайгону, аеропорт починає обслуговувати комерційні перевезення. У 1983 році довжина злітно-посадкової смуги аеропорту збільшена до 1496 метрів. У 1993 році полотно ЗПС було суттєво посилено, побудована руліжна доріжка завдовжки 148,5 метрів і додана територія для стоянок літаків площею 120х60 метрів. У 1995 році у експлуатацію здано нову будівлю головного пасажирського терміналу аеропорту і використовувався до тих пір, поки аеропорт не був закритий у 2012 році. 2 грудня 2012 року аеропорт був закритий і замінений новим міжнародним аеропортом Фукуок.

## Авіакомпанії й пункти призначення
Всі рейси до/від цього аеропорту були переведені в міжнародний аеропорт Фукуок 2 грудня 2012 року.
| Авіакомпанія     | Місто прибуття (аеропорт) |
| ---------------- | ------------------------- |
| Air Mekong       | Ханой, Хошимін            |
| Vietnam Airlines | Канхто, Хошимін, Ратьзя   |

## Поточна ситуація
Передбачалося, що земля в аеропорту буде використана для будівництва центру міста Зионгдонг. Злітно-посадкова смуга була перетворена в бульвар імені Во Ван Кіта, колишнього прем'єр-міністра В'єтнаму.